# 윈터 (가수)
윈터(金旼炡, WINTER, 본명: 김민정, 2001년 1월 1일~)는 대한민국의 가수로, 걸 그룹 aespa와 GOT the Beat의 멤버이다.